# Fourmi ailée
Cet article court présente un sujet plus développé dans : Fourmi, Vol nuptial et Reine des fourmis.

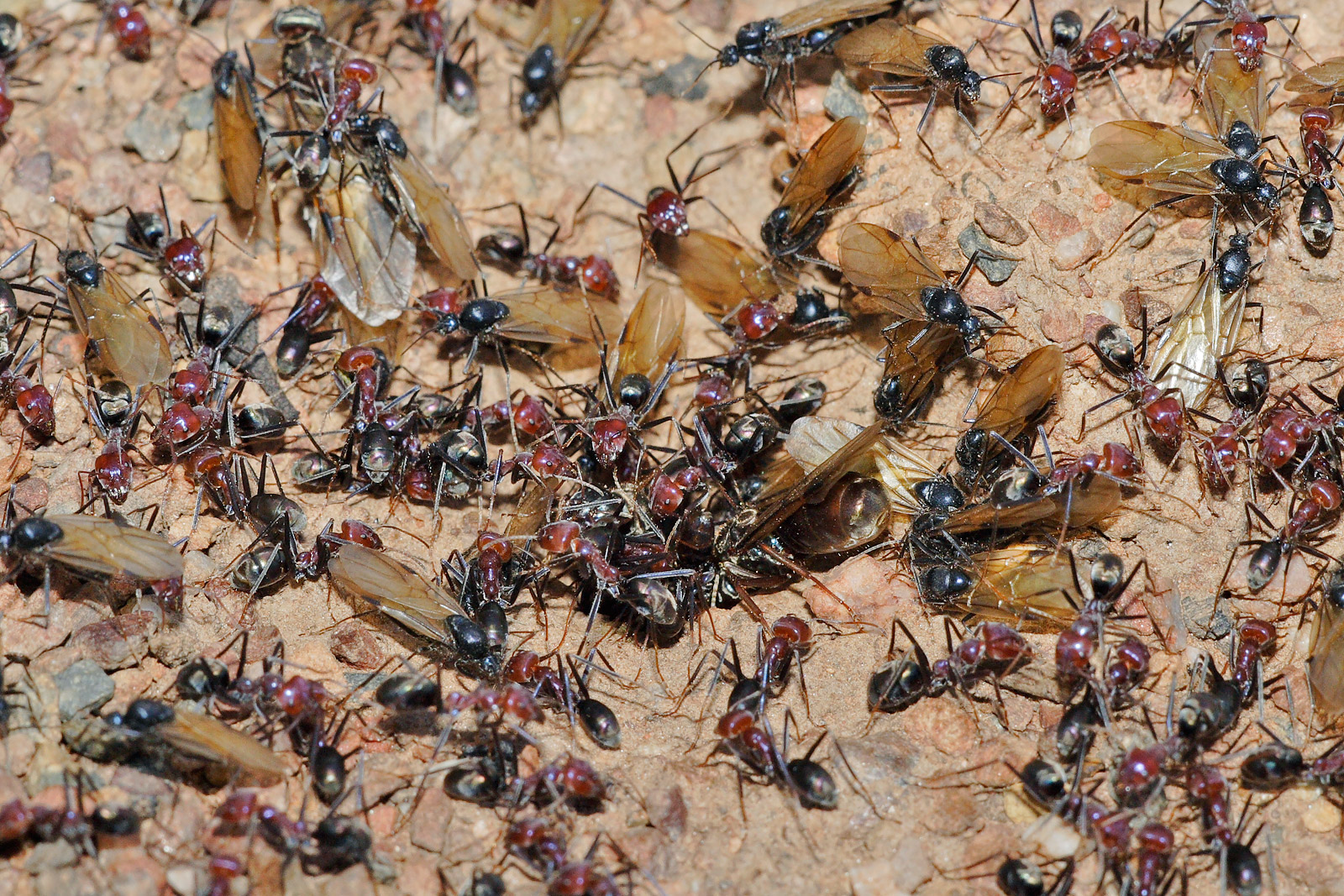
Fourmis ailées, se préparant pour un vol nuptial.

Les fourmis ailées, aussi appelées fourmis volantes ou aludes, sont des fourmis munies de deux paires d'ailes. Il s'agit des fourmis mâles et des « princesses » (futures reines). Les mâles sont beaucoup plus nombreux que les princesses. Les mâles meurent peu de temps après le vol nuptial, et les reines fécondées perdent ou arrachent leurs ailes.